# Viêm Đế
Viêm Đế  (tiếng Trung: 炎帝) hay Hỏa Đức Vương (火德王) là một vị vua cổ đại huyền thoại của Trung Quốc vào thời kỳ tiền triều đại. Học thuật hiện đại đã xác định núi Dương Đầu ngay phía bắc Bảo Kê trong tỉnh Thiểm Tây là quê hương và lãnh thổ của ông.
Một cuộc tranh luận kéo dài đã tồn tại về việc liệu Viêm Đế có phải là nhân vật huyền thoại Thần Nông hay không. Một hội thảo học thuật được tổ chức tại Trung Quốc vào năm 2004 đã đạt được sự đồng thuận chung rằng Viêm Đế và Thần Nông là một người. Một khả năng khác là thuật ngữ "Hỏa Đức Vương" là một tước hiệu, được nắm giữ theo kế vị triều đại của các lãnh chúa bộ lạc, với Thần Nông được biết đến với tên gọi Viêm Đế có lẽ sau khi đã qua đời. Theo đó, thuật ngữ các "Hỏa Đức Vương" nói chung sẽ chính xác hơn. Sự kế vị của các vị Hỏa Đức Vương này, từ Thần Nông - vị Hỏa Đức Vương đầu tiên - cho đến thời điểm vị Hỏa Đức Vương cuối cùng bị Hoàng Đế đánh bại, có thể đã khoảng 500 năm.

## Ghi chép lịch sử
Không có ghi chép thành văn nào được biết là tồn tại từ thời trị vì của Viêm Đế. Tuy nhiên, ông và Thần Nông được nhắc đến trong nhiều tác phẩm kinh điển của Trung Quốc cổ đại. Viêm theo nghĩa đen có nghĩa là "lửa", ngụ ý rằng người dân của Viêm Đế có thể coi biểu tượng lửa như các vật tổ bộ lạc của họ. Ngô Quốc Trinh (吳國楨, Wu K. C.) phỏng đoán rằng danh xưng này có thể liên quan đến việc sử dụng lửa để đốt ruộng nương trong nông nghiệp kiểu đốt rừng làm nương rẫy. Trong mọi trường hợp, có vẻ như những cải tiến nông nghiệp của Thần Nông và hậu duệ của ông đã góp phần vào một số thành công kinh tế-xã hội, làm họ tự phong mình là đế (帝), thay vì là hầu (侯) như trong trường hợp của các thủ lĩnh các bộ lạc nhỏ hơn. Vào thời điểm này, dường như mới chỉ có những khởi đầu thô sơ của chữ viết, và để duy trì việc ghi chép thì một hệ thống các dây thắt nút (có lẽ tương tự như quipu ở Nam Mỹ) đã được sử dụng. Tả truyện ghi lại rằng vào năm 525 TCN các hậu duệ của Viêm Đế được công nhận là những bậc thầy về lửa từ lâu và đã sử dụng lửa trong họ tên của họ. Viêm Đế cũng được coi là "Hoàng đế của phương Nam".

## Sụp đổ
Vị Viêm Đế cuối cùng đã kết thúc triều đại của mình trong trận đánh thứ ba trong chuỗi ba trận chiến, được gọi là trận Phản Tuyền. Vị trí chính xác của trận chiến này vẫn còn tranh cãi giữa các nhà sử học hiện đại, do nhiều địa điểm sử dụng cùng một tên gọi ở các thời điểm khác nhau trong lịch sử. Các ứng cử viên có thể bao gồm huyện Trác Lộc và huyện Hoài Lai ở Trương Gia Khẩu, tỉnh Hà Bắc; quận Diên Khánh ở Bắc Kinh; huyện Phù Câu ở Chu Khẩu, tỉnh Hà Nam, và quận Diêm Hồ ở Vận Thành, tỉnh Sơn Tây.
Viêm Đế vừa mới phải rút lui trước cuộc xâm lăng trong thời gian ngay trước đó của các lực lượng của Xi Vưu thì đã xảy ra xung đột lãnh thổ với các bộ tộc Hữu Hùng láng giềng do Hoàng Đế lãnh đạo. Viêm Đế bị đánh bại sau ba trận chiến liên tiếp và đầu hàng Hoàng Đế, người tự xưng là cộng chủ (共主) và đồng ý hợp nhất hai bộ lạc thành một liên minh mới - bộ lạc Viêm Hoàng. Dưới sự lãnh đạo của Hoàng Đế, các bộ tộc mới được kết hợp sau đó đã tham chiến và đánh bại Xi Vưu trong trận Trác Lộc, đồng thời thiết lập sự thống trị về văn hóa và chính trị của họ ở Trung Quốc.

## Tính lịch sử
Vì trận Phản Tuyền được Tư Mã Thiên coi như một sự kiện lịch sử trong Sử ký của ông, nên có vẻ như đây là điểm chuyển tiếp quan trọng giữa huyền thoại và lịch sử. Trớ trêu thay, Viêm Đế chỉ đi vào lịch sử với sự khất phục trước ý chí của Hoàng Đế. Trong mọi trường hợp, tước hiệu Hỏa Đức Vương dường như mất hiệu lực sau thời gian này, trong khi các hậu duệ của bộ lạc của ông được cho là tồn tại mãi mãi thông qua hôn nhân liên bộ lạc với các hậu duệ của bộ lạc của Hoàng Đế, và người Hán trong suốt lịch sử tự gọi mình là Viêm Hoàng tử tôn.

## Trong văn hóa truyền thống

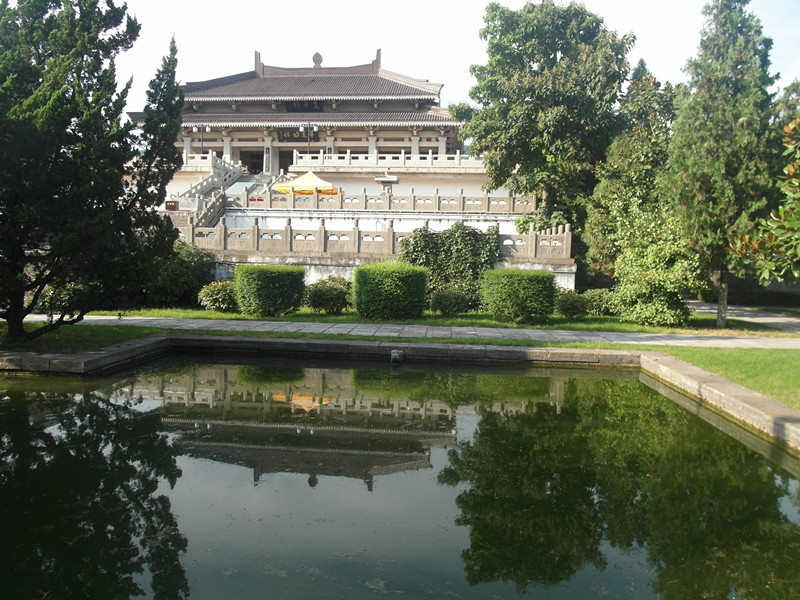
Miếu thờ Viêm Đế tại Bảo Kê, Thiểm Tây.

Trong một số khía cạnh, cả Hoàng Đế và Viêm Đế đều được coi là tổ tiên của văn hóa và người Trung Hoa. Ngoài ra, truyền thống liên kết một màu nhất định với một triều đại cụ thể có thể đã bắt đầu từ các Hỏa Đức Vương. Theo mô hình ngũ hành thì màu đỏ hay màu lửa lửa là hành Hỏa sẽ được kế tục bằng màu vàng, màu đất là hành Thổ - nghĩa là Viêm Đế được kế tục bởi Hoàng Đế. 

## Danh sách các Viêm Đế/Hỏa Đức Vương
Thuyết về việc Viêm Đế truyền được 8 đời bắt nguồn từ sách chiêm nghiệm tốt xấu Xuân Thu mệnh lịch tự (春秋命歷序) (khuyết danh, thời Hán).
Danh sách phổ biến nhất do Hoàng Phủ Mật (215-282) trong sách Đế vương thế kỷ, Từ Chỉnh (thế kỷ 3) trong sách Tam Ngũ lịch ký (thất truyền, tồn tại vài đoạn trong Thái Bình ngự lãm thời Tống và Nghệ văn loại tụ thời Đường), và Tư Mã Trinh (679-732) trong sách Sử ký tác ẩn:
| Tên gọi                                | Ghi chú |
| -------------------------------------- | --- |
| Thần Nông (神農)                       | Tên lúc sinh ra là Khương Thạch Niên (姜石年)                                                                                     |
| Lâm Khôi (臨魁)                        | |
| Thừa (承)                              | |
| Minh (明)                              | Được coi là cha của Kinh Dương Vương Lộc Tục trong huyền sử Việt Nam.                                                             |
| Trực (直) hay Đế Nghi (宜).            | |
| Ly (釐) hay Đế Lai (來) hoặc Khắc (克) | Tư Mã Trinh xếp Đế Khắc sau Đế Ai. Các sách khác không xếp Khắc là vua. Đế Lai được coi là cha của Âu Cơ trong huyền sử Việt Nam. |
| Ai (哀) hay Đế Lý (里) hoặc Đế Cư (居) | |
| Du Võng (榆罔) hay Du Cương (揄岡)     | Bị Hoàng Đế đánh bại tại trận Phản Tuyền?                                                                                         |

### Phả hệ
Phả hệ lấy theo Thông giám tục biên, Sử toản thông yếu, Độc thư kỉ sổ lược, Đại Việt Sử ký toàn thư.

### Trong Sơn hải kinh
Danh sách do Sơn hải kinh đưa ra:
| Tên gọi          | Ghi chú                           |
| ---------------- | --------------------------------- |
| Viêm Đế (炎帝)   |                                   |
| Viêm Cư (炎居)   | Còn được biết đến như là Trụ (柱) |
| Tiết Tịnh (節並) |                                   |
| Hí Khí (戲器)    |                                   |
| Chúc Dung (祝融) |                                   |
| Cộng Công (共工) |                                   |
| Thuật Khí (術器) |                                   |
| Hậu Thổ (后土)   | Em trai Thuật Khí                 |
| Ế Minh (噎鳴)    | Con Hậu Thổ                       |
| Tuế Thập (歳十)  |                                   |

### Trích dẫn
1. 1 2  Sử ký – Tam hoàng bản kỷ (bổ sung của Tư Mã Trinh cho phần Tam Hoàng bản kỷ đã mất của Sử ký.).
2. ↑  Hạ Vãn Đán (贺晚旦) và Dương Hồng Bảo (杨红保), trong Vương & Mạnh (2005, tr. 3-4).
3. ↑  Dương Đông Thần (杨东晨), trong Vương & Mạnh (2005, tr. 15).
4. 1 2  Ngô (1982, tr. 56)
5. ↑  Ngô 1982, tr. 56, ghi chú 26, dẫn chiếu Hứa Thận.
6. ↑  tiếng Trung: 左传•左丘明: 昭公十七年: 炎帝氏以火紀，故為火師而火名. (Tả truyện•Tả Khâu Minh: Chiêu Công thập thất niên: Viêm Đế thị dĩ hỏa kỉ, cố vi hỏa sư nhi hỏa danh.)
7. ↑  Nhiều tác giả (1991). Chinese America: History and Perspectives 1991. Chinese Historical Society. tr. 64. Truy cập ngày 1 tháng 4 năm 2012.
8. ↑  Ngô 1982, tr. 56–57.
9. ↑  "Xuân Thu mệnh lịch tự": [Viêm Đế hiệu viết Đại Đình thị, truyền bát thế, hợp ngũ bách nhị thập tuế]. (《春秋命歷序》：「炎帝號曰大庭氏，傳八世，合五百二十歲」)
10. ↑  Dẫn lại trong Thái Bình ngự lãm – Hoàng vương bộ tam – Viêm Đế Thần Nông thị. Đoạn 1 (trích dẫn: "Đế vương thế kỉ" viết: Thần Nông thị, Khương tính dã. Mẫu viết Nhâm Tự, Hữu Kiều thị chi nữ, danh Nữ Đăng, vi Thiếu Điển phi. Du ư Hoa Dương, hữu Thần Long thủ cảm Nữ Đăng ư thường, sinh Viêm Đế, nhân thân ngưu thủ, trưởng ư Khương thủy, hữu thánh đức. Dĩ hỏa thừa mộc, vị tại nam phương, chủ hạ, cố vị chi Viêm Đế, đô ư Trần, tác ngũ huyền chi cầm. Phàm bát thế, Đế Thừa, Đế Lâm, Đế Minh, Đế Trực, Đế Lai, Đế Ai, Đế Du Cương. Hựu viết bản khởi Liệt Sơn, hoặc thì xưng chi, nhất hiệu Khôi Ngôi thị, thị vi Nông Hoàng, hoặc viết Đế Viêm. Thời chư hầu túc sa thị bạn bất dụng mệnh, Viêm Đế thoái nhi tu đức, túc sa chi dân tự công kì quân nhi quy Viêm Đế, doanh đô ư Lỗ. Trọng bát quái chi sổ, cứu bát bát chi thể vi lục thập tứ quái, tại vị bách nhị thập niên nhi băng, táng Trường Sa.  (《帝王世紀》曰：神農氏，姜姓也。母曰任姒，有喬氏之女，名女登，為少典妃。游於華陽，有神龍首感女登於常，生炎帝，人身牛首，長於姜水，有聖德。以火承木，位在南方，主夏，故謂之炎帝，都於陳，作五弦之琴。凡八世，帝承、帝臨、帝明、帝直、帝來、帝哀、帝揄岡。又曰本起烈山，或時稱之，一號魁隗氏，是為農皇，或曰帝炎。時諸侯夙沙氏叛不用命，炎帝退而修德，夙沙之民自攻其君而歸炎帝，營都於魯。重八卦之數，究八八之體為六十四卦，在位百二十年而崩，葬長沙。)
11. 1 2 3  "Đại Việt Sử Ký Ngoại Kỷ Toàn Thư – Quyển I. Kỷ Hồng Bàng thị". Bản gốc lưu trữ ngày 16 tháng 12 năm 2009. Truy cập ngày 26 tháng 8 năm 2020.
12. ↑  Trần Kình (陳桱). Thông giám tục biên (通鑑續編). Quyển 1. Đoạn 8: Tại vị 140 năm, mất ở Trường Sa ..... Thần Nông thị lấy người con gái Mãng Thủy thị tên là Thính Bạt, sinh Lâm Khôi tự lập làm Viêm Đế, tại vị 80 năm, Lâm Khôi sinh Đế Thừa, tại vị 60 năm, Thừa sinh Đế Minh, tại vị 49 năm, Minh sinh Đế Nghi lại viết là Đế Trực tại vị 45 năm, Nghi sinh Đế Lai còn viết là Đế Khắc tại vị 48 năm, Lai sinh Đế Lý lại viết là Đế Cư tại vị 43 năm, Cư sinh Tiết Hành, Tiết Hành sinh Khắc và Hí, đều không làm vua, Khắc sinh Đế Du Võng.... Chư hầu quy phục vua 55 năm .... (在位百四十年崩于長沙....神農氏納莽水氏之女曰聽詙生臨魁嗣為炎帝在位八十年臨魁生帝承在位六十年承生帝明在位四十九年明生帝宜又曰帝直在位四十五年冝生帝來亦曰帝克在位四十八年來生帝裏又曰帝居在位四十三年居生節莖節莖生克及戲皆不在帝位克生帝榆罔 ... 諸侯歸之帝之五十五年)
13. ↑  Hồ Nhất Quế (胡一桂), Sử toản thông yếu. Quyển 1. Đoạn 9-10: Thần Nông: Thần Nông thị sau có đế Lâm Khôi, đế Thừa, đế Minh, đế Trực, đế Lai, đế Ai, đế Du Võng tất cả là tám đời. (神农氏后又有帝临魁帝承帝明帝直帝来帝哀帝榆㒺通八代 ....)
14. ↑  Cung Mộng Nhân (宫梦仁). Độc thư kỉ sổ lược: Viêm Đế Thần Nông, truyền cho con trai là Lâm Khôi, con trai Lâm Khôi là Thừa, con trai Thừa là Minh, con trai Minh là Nghi, con trai Nghi là Lai, con trai Lai là Lý, chắt Lý là Du Võng, gồm 8 đời.
15. ↑  Tư Mã Trinh coi là một vị vua.
16. ↑  Sơn hải kinh. Hải kinh. Quyển 13. Chương 18. Hải nội kinh, trích dẫn: 炎帝之妻，赤水之子聽訞生炎居，炎居生節竝，節竝生戲器，戲器生祝融，祝融降處於江水，生共工。共工生術器，術器首方顚，是復土穰，以處江水。共工生后土，后土生噎鳴，噎鳴生歳十有二。